# Jaliscos flagga

Jaliscos flagga.

Jaliscos flagga är den mexikanska delstaten Jaliscos flagga som antogs 2008.
Flaggan, är utformad i den spanska flaggans färger för att symbolisera att Jalisco tidigare lydde under Nya Galicien. Flaggan utformades av Luis Havas.